# Baïes
Pour les articles homonymes, voir Baia.
Baïes (prononcer [ba.i], en latin : Baiae, en italien : Baia) est une station thermale et de villégiature de l'Antiquité romaine. 
Aujourd'hui, le site est occupé par la cité italienne de Baia, une frazione de la commune de Bacoli, en Campanie.

## Le site
Baïes est située au nord de la baie de Naples, dans une anse sur la rive est du cap Misène, entre la pointe de la Lanterne au sud et la pointe de l'Épitaphe au nord. Elle est à proximité de la base navale romaine de Misène, et fait face à Pouzzoles, de l'autre côté de la baie de Pouzzoles.
Ensemble de villae de villégiature étagées sur la pente intérieure d'un ancien cratère en partie submergé par la mer, Baïes doit son succès à la douceur de son climat et à la présence de sources thermales engendrées par le volcanisme actif des Champs Phlégréens. Ces sources chaudes, sulfureuses ou salines, sont vantées comme les plus curatives et les plus abondantes d'Italie par Pline l'Ancien, Strabon, Florus, Fronton ou Flavius Josèphe.
Le site antique est de nos jours en partie submergé, en raison d'un important affaissement du terrain causé par des phénomènes bradysismiques, mais ces mouvements se sont plus récemment inversés.

## Géologie
La ville de Baïes est située dans la région volcanique des champs Phlégréens, l'un des rares endroits au monde où est observé un phénomène de bradyséisme. Entre le IIe siècle av. J.-C. et le IXe siècle, les terrains s'affaissent lentement, d'un à deux centimètres par an, ce qui provoque la submersion progressive du rivage. Vers la fin du Ve siècle, les premières villas côtières sont déjà atteintes par les eaux, tout comme la via Herculanea et le nymphée de l'époque de Claude. Les terres les plus basses de la ville sont finalement progressivement immergées et abandonnées vers le VIIe siècle, entre la pointe Castello et la pointe Epitaffio.
Du Xe au XVIe siècle, le terrain suit la trajectoire inverse, et se met à remonter. En 1538, à la fin de cette période, l'éruption du Monte Nuovo, à deux kilomètres au nord de Baïes, recouvre les sites romains d'un cône de scories de 800 mètres à la base et provoque d'importantes variations de niveau marin (gonflement de 6 mètres suivi d'un tassement de 4 mètres observé à Pouzzoles). Aux XXe et XXIe siècles, les variations de niveau du sol continuent, pouvant atteindre plusieurs millimètres par jour lors des phases les plus actives. Le temple de Sérapis fournit une bonne indication des alternances d'affaissement et de gonflement du niveau du sol, puisque les pieds de ses colonnes peuvent être alternativement émergés ou immergés.

## Histoire
Selon la légende rapportée par l'historien Strabon, Baïes tirerait son nom de la présence de la sépulture de Baios, un des compagnons d'Ulysse. Silius Italicus confirme cette tradition et indique que Hannibal Barca visite le site après la reddition de Capoue. Tite-Live donne la mention la plus ancienne connue de la réputation curative des bains de la région, avec la vaine tentative de traiter la paralysie partielle du consul Cnaeus Cornelius Scipio Hispallus à Cumes, en 176 av. J.-C.
De nombreux notables romains à la fin de la République se font construire des résidences d'été, créant un climat de lieu de plaisirs pour les riches Romains, qu'évoquent Properce et Cicéron : « les accusateurs répètent avec affectation les mots de libertinage, d'amours, d'adultères, de Baïes, de rivages, de festins, de repas nocturnes, de chants de musique, de promenades sur l'eau ». Caius Marius, l'orateur Lucius Licinius Crassus, Pompée, Jules César, Cicéron, Varron, Hortensius y ont leur villa. Le littoral est aménagé et exploité, Caius Sergius Orata construit les premiers parcs à huîtres, peu avant la guerre des Marses, puis des viviers alimentés en eau de mer. Vitruve et ultérieurement Pline l'Ancien signalent les intéressantes propriétés de la terre pulvérulente du lieu (il s'agit ici de cendres volcaniques). Mêlée à la chaux et aux moellons, elle forme un béton résistant à l'eau, et permet de construire des môles et des piscines d'eau de mer,. Se régaler de poisson frais et d'huîtres devient un luxe ordinaire, posséder, voire apprivoiser des murènes, un loisir remarqué.
Le thermalisme se perfectionne : on capte les vapeurs chaudes qui montent du sol dans un bâtiment qui forme une étuve naturelle. L'abondance de sources chaudes n'empêche pas le médecin d'Auguste, Antonius Musa, de préconiser des bains de mer glacés, traitements dont il dégoûta Horace et qui ne purent sauver le neveu d'Auguste, Marcellus, mort à Baïes en 23 av. J.-C..
Le succès de Baïes continue sous l'Empire, et l'Art d'aimer d'Ovide fait de Baïes, de ses plages et de sa station thermale l'autre endroit après Rome où chercher des conquêtes féminines. Auguste et ses successeurs y aménagent un vaste et luxueux palais. 
En l'an 39 apr. J.-C., c'est dans ce palais que Hérode Antipas, tétrarque de Galilée et de Pérée, vient solliciter Caligula, en vain, car celui-ci l'exile en Gaule. Parmi ses extravagances, Caligula réquisitionne tout ce qui flotte, et jette un pont de bateaux de Baïes à Pouzzoles, sur une longueur de trois mille six cents pas, sur lequel il parade pendant plusieurs jours. Néron réside à Baïes, tandis qu'Agrippine a sa villa à proximité, à Baule, où elle est assassinée en 59 apr. J.-C.. Le philosophe Sénèque, contemporain de cet événement, exprime le mépris du sage pour ce lieu : .
Plus plaisamment, le poète satirique Juvénal qui caricature les prodigues endettés, fait de Baïes le refuge où ils se régalent d'huitres loin de leurs créanciers, huîtres dont Martial vante la qualité. L'empereur Hadrien vient à Baïes soulager ses douleurs et y termine ses jours en 138 apr. J.-C.,. Alexandre Sévère embellit le palais impérial de Baïes de bâtiments dédiés à ses parents, et de lacs artificiels alimentés en eau de mer. Tacite est désigné empereur par le Sénat en 275 alors qu'il séjourne dans sa villa de Baïes.

## Archéologie

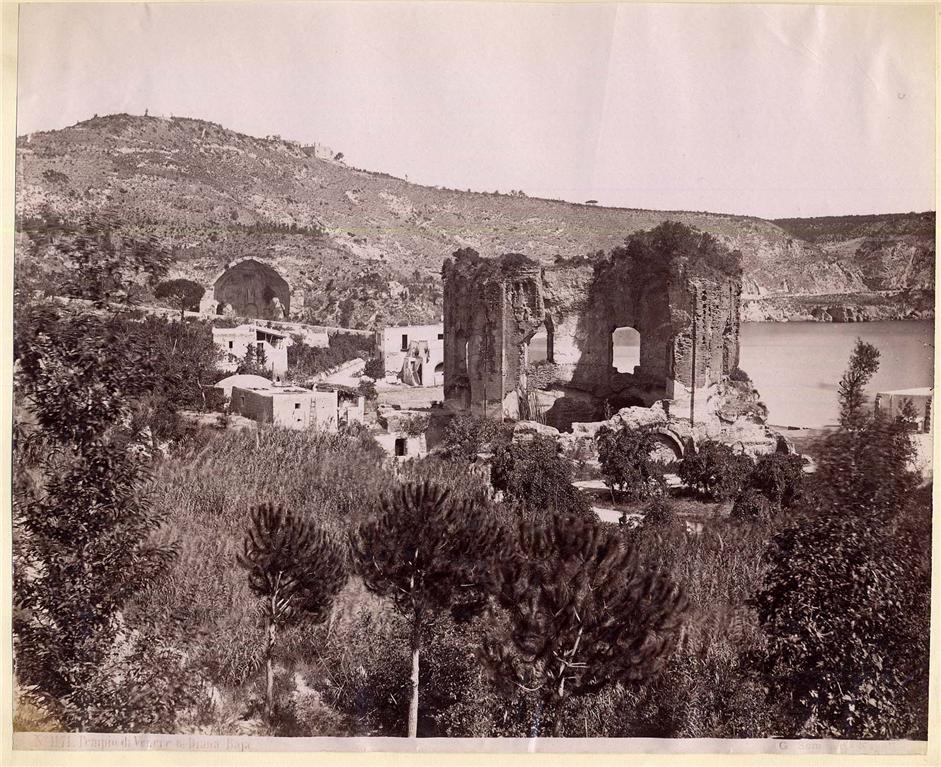
Photo de Giorgio Sommer (1834-1914), prise en regardant vers le nord. Au premier plan, le bâtiment annexe des thermes de Vénus. Au fond, la demi-coupole du temple de Diane.

Les importants vestiges archéologiques, dégagés à partir de 1923 par Amedeo Maiuri,, puis lors d'une intense campagne de fouilles en 1941, ont révélé une stratification des constructions, de villas et de complexes thermaux, appartenant à une période historique allant de la fin de l'époque républicaine à l'époque d'Auguste, d'Hadrien et des Sévères. La découverte en 1969 près de la pointe de l'Épitaphe de statues de marbre représentant Ulysse et son compagnon Baios a été suivie d'une campagne de fouilles sous-marines, qui ont fait découvrir un nymphée daté de l'époque de Claude.
Les vestiges les plus remarquables sont échelonnés sur le flanc de la colline sur un front de 450 mètres. Qualifiés de façon impropre de temples par la dénomination populaire, ils ont été identifiés comme un vaste ensemble thermal, puis comme un palais impérial, en raison de l'ampleur des constructions, où cinq secteurs peuvent être distingués.

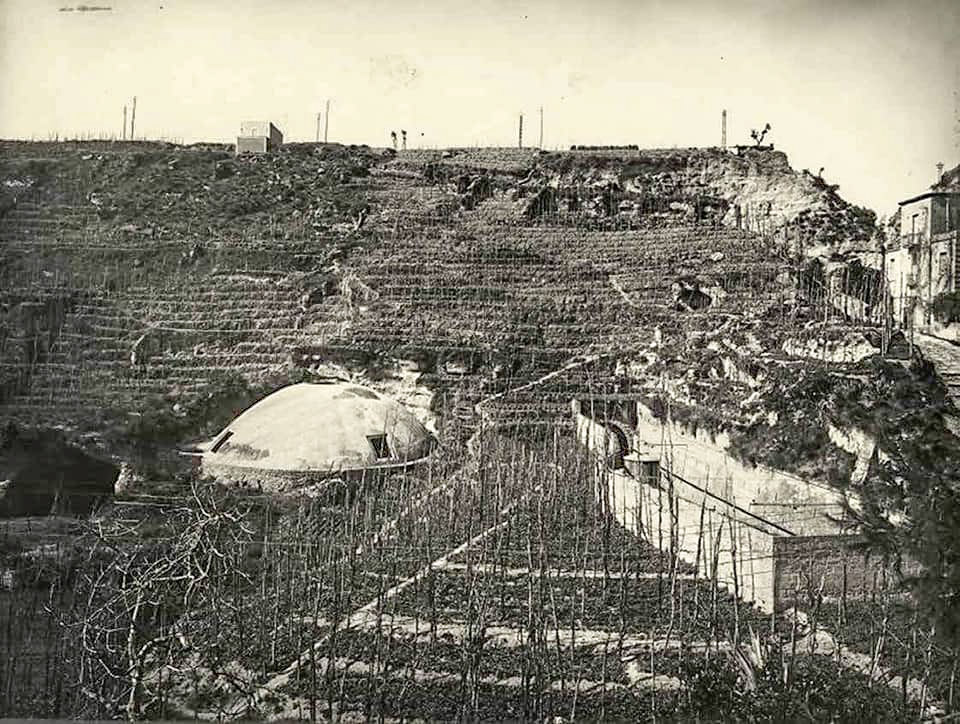
Avant 1941, les terrasses étaient couvertes de vignes.
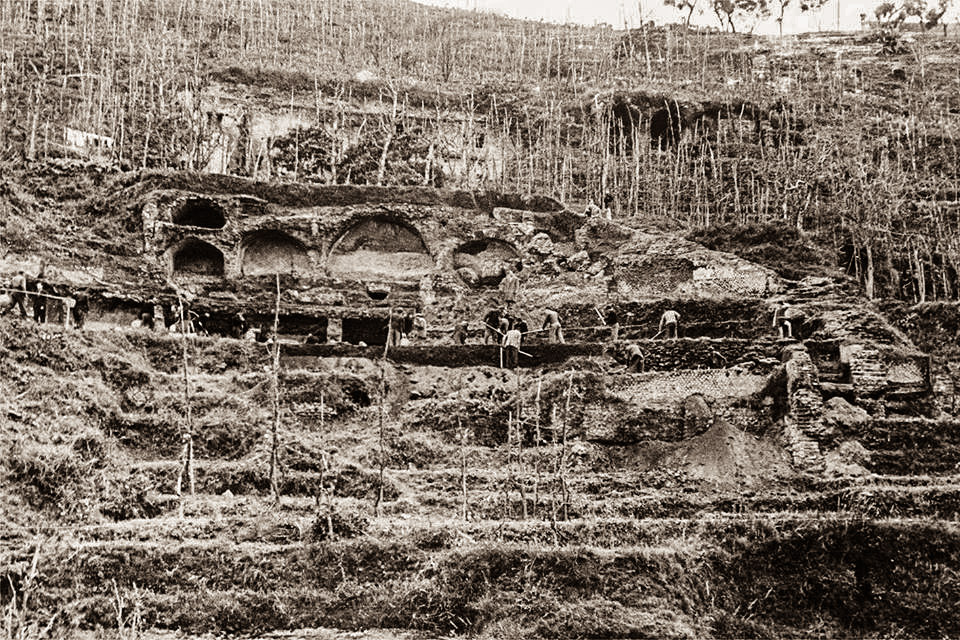
Fouilles des thermes de Sosandra, vers 1950.

### Complexe des terrasses
Le complexe des terrasses forme une série de gradins reliés à leur extrémité par un escalier. Il comprend un portique de 110 mètres de long sur 10 mètres de largeur, au décor de stuc qui subsiste par endroits, terminé du côté nord par une abside et du côté sud par un escalier qui dessert les différentes terrasses.

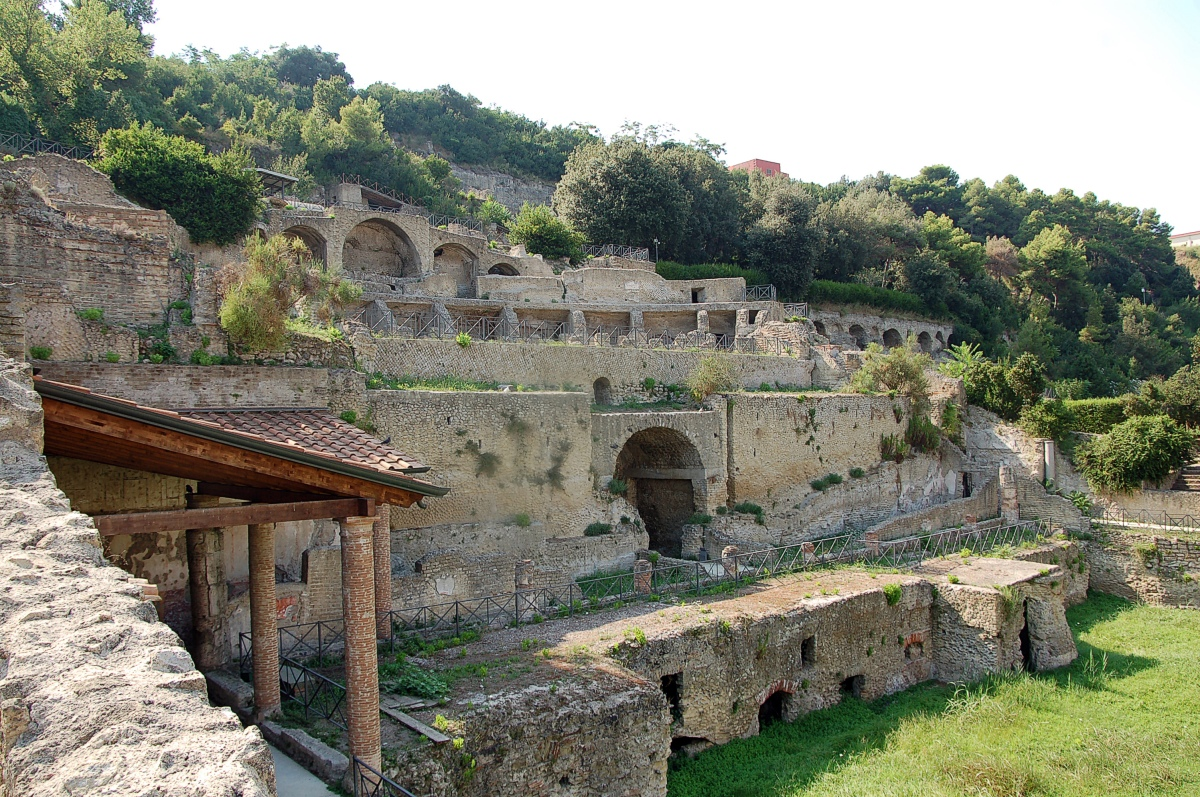
Secteur central des terrasses, thermes de Sosandra.
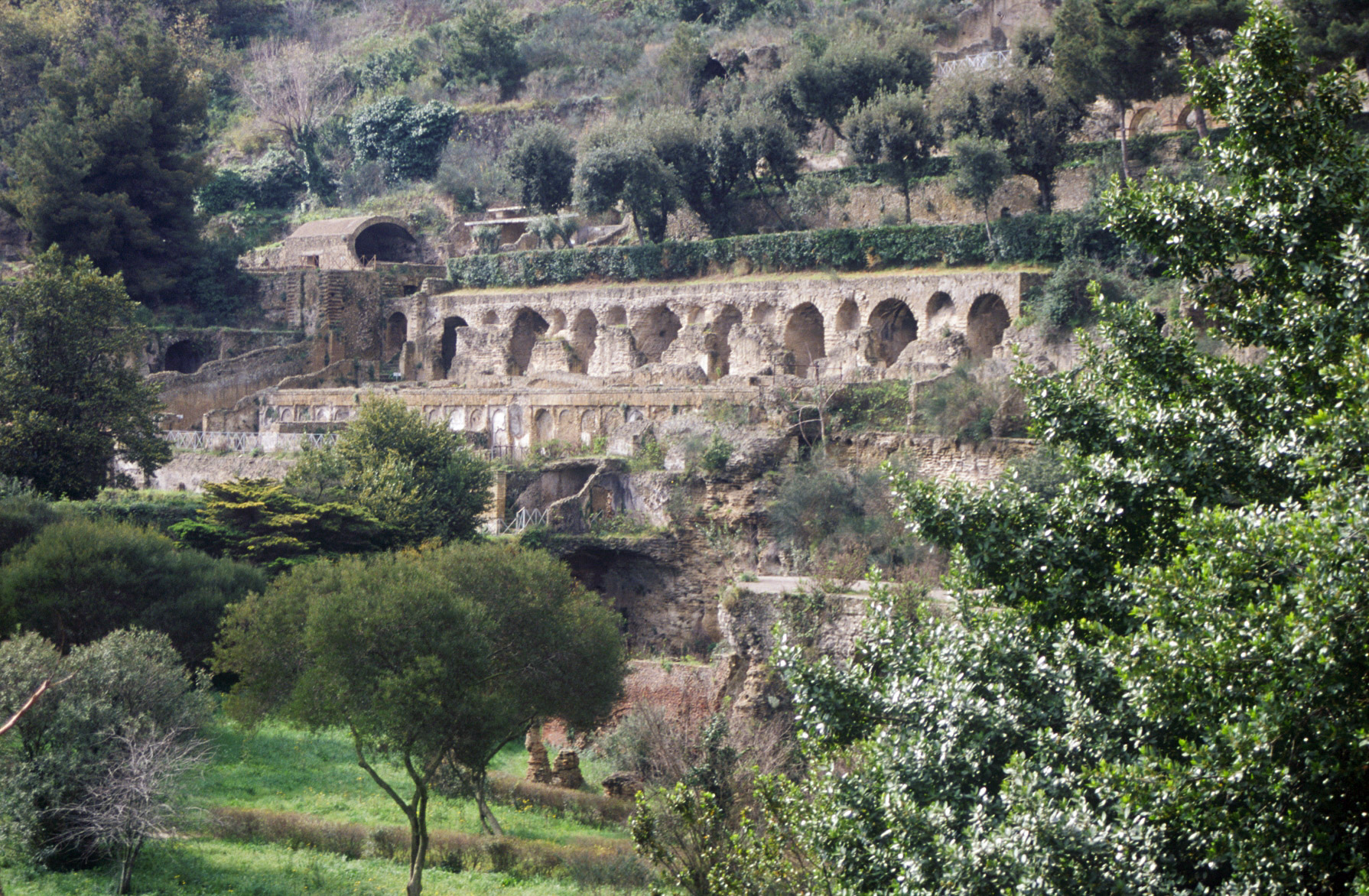
Terrasses, villas.

### Thermes de Mercure
Les thermes de Mercure, de la fin de la République ou du début du règne d'Auguste, avec une salle circulaire également dénommée le temple de l'Écho, en raison de la réverbération des sons qui s'y produit. Cette salle est couverte d'une coupole de 21,55 m de diamètre percée d'un oculus à son sommet (diamètre 3,65 m) et d'ouvertures rectangulaires dans la voûte. Construite en béton, cette coupole est le vestige le plus ancien de cette forme d'architecture audacieuse et nouvelle dans le monde romain, comparable à celle de la salle de banquet de  domus aurea de Néron.

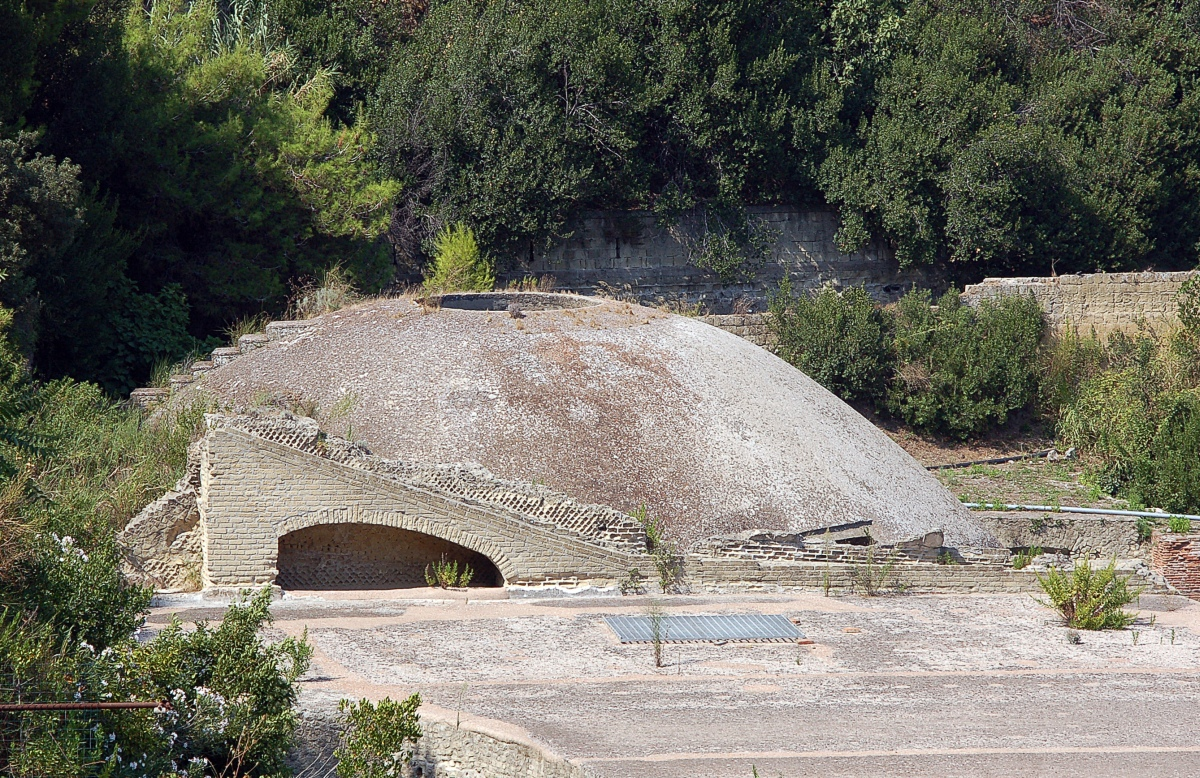
Coupole de la salle circulaire des thermes.
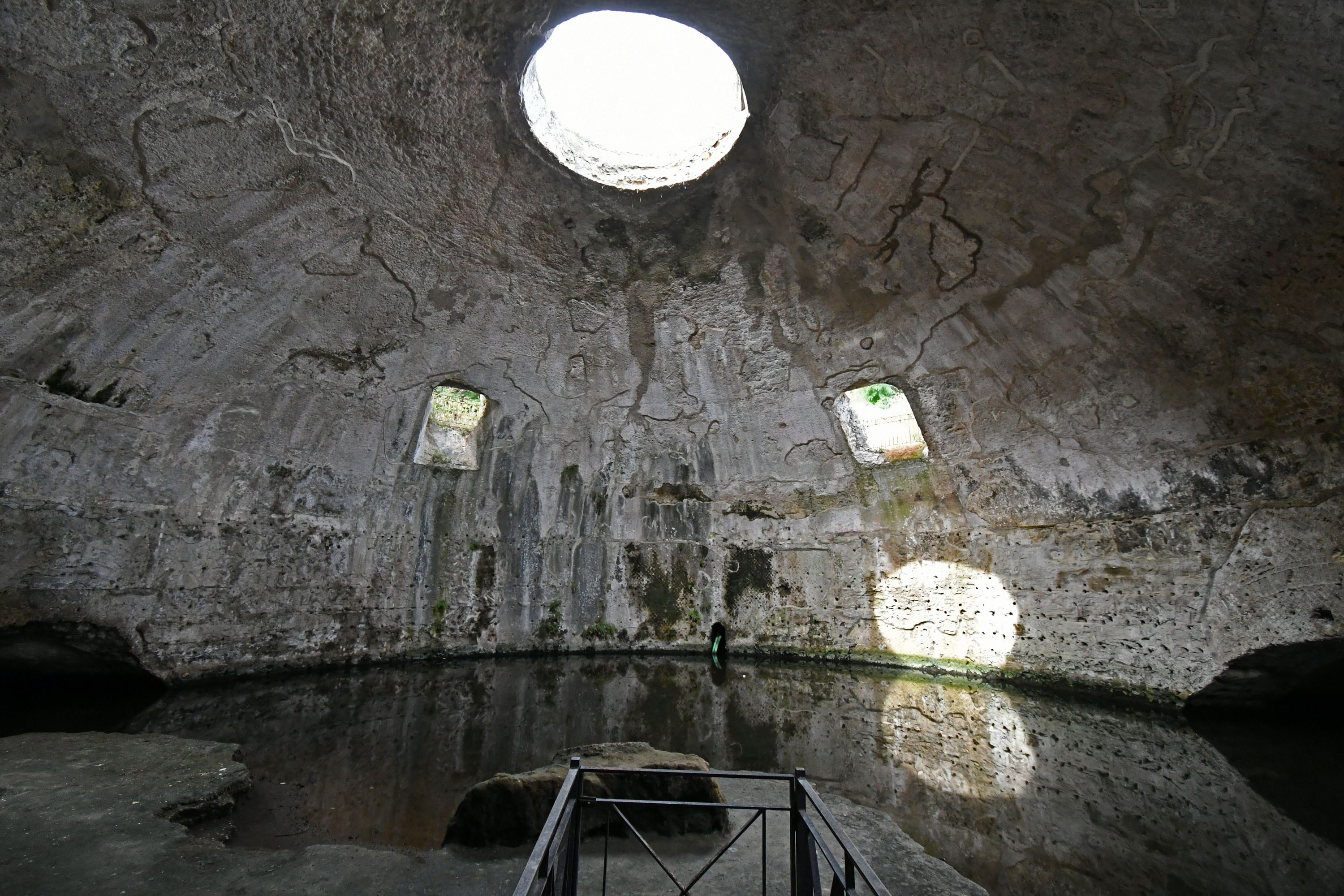
Intérieur de la coupole.

### Thermes de Sosandra

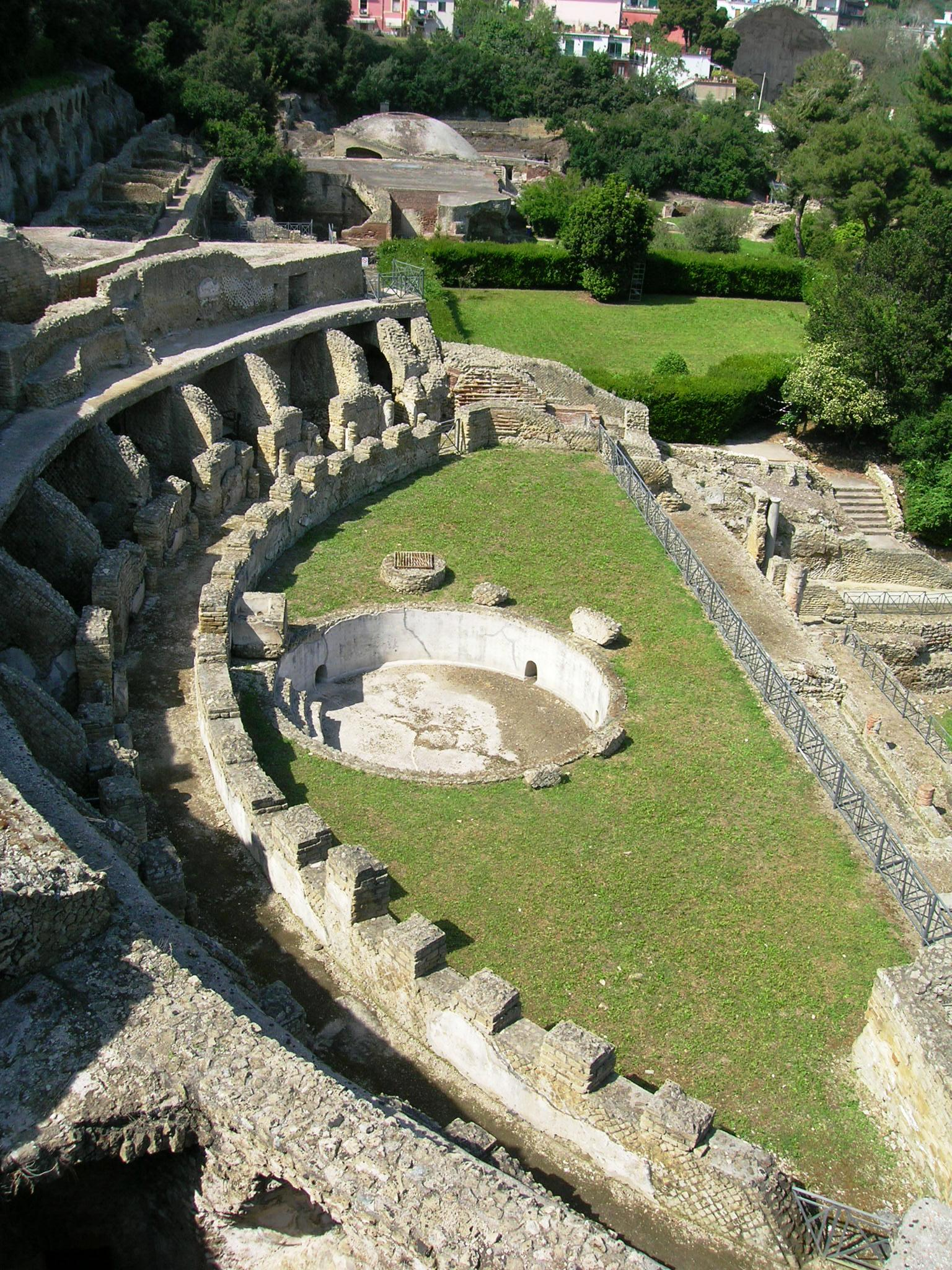
Terrasse et bassin des thermes de Sosandra.

Au sud des terrasses, les thermes de Sosandra, ainsi nommés par la découverte dans les habitations voisines d'une statue d'Aphrodite Sosandra, datent de la première moitié du Ier siècle. Ils sont disposés sur trois niveaux : en haut, une cour cernée de portiques sur trois côtés ; une terrasse intermédiaire, bordée d'une structure en arc de cercle devant un bassin rond ; en bas, une vaste piscine rectangulaire (34,80 m × 28,60 m). En 1954, on découvrit dans les thermes des moulages en plâtre de statues grecques, utilisés par un atelier pour la réalisation de copies. L'étude des divers éléments recueillis permit d'identifier un modèle connu, les Tyrannicides d'Athènes.

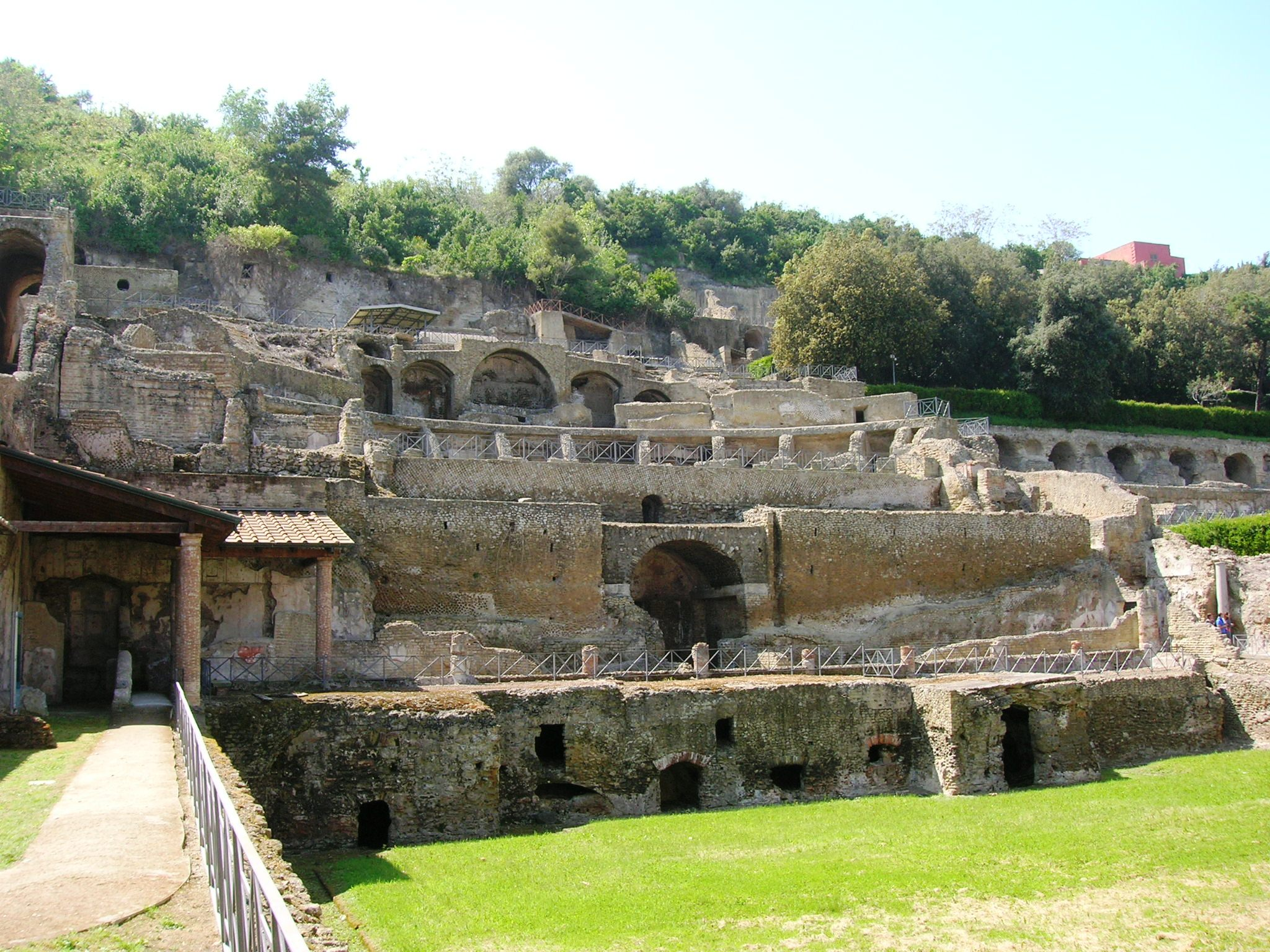
Secteur des thermes de Sosandra.
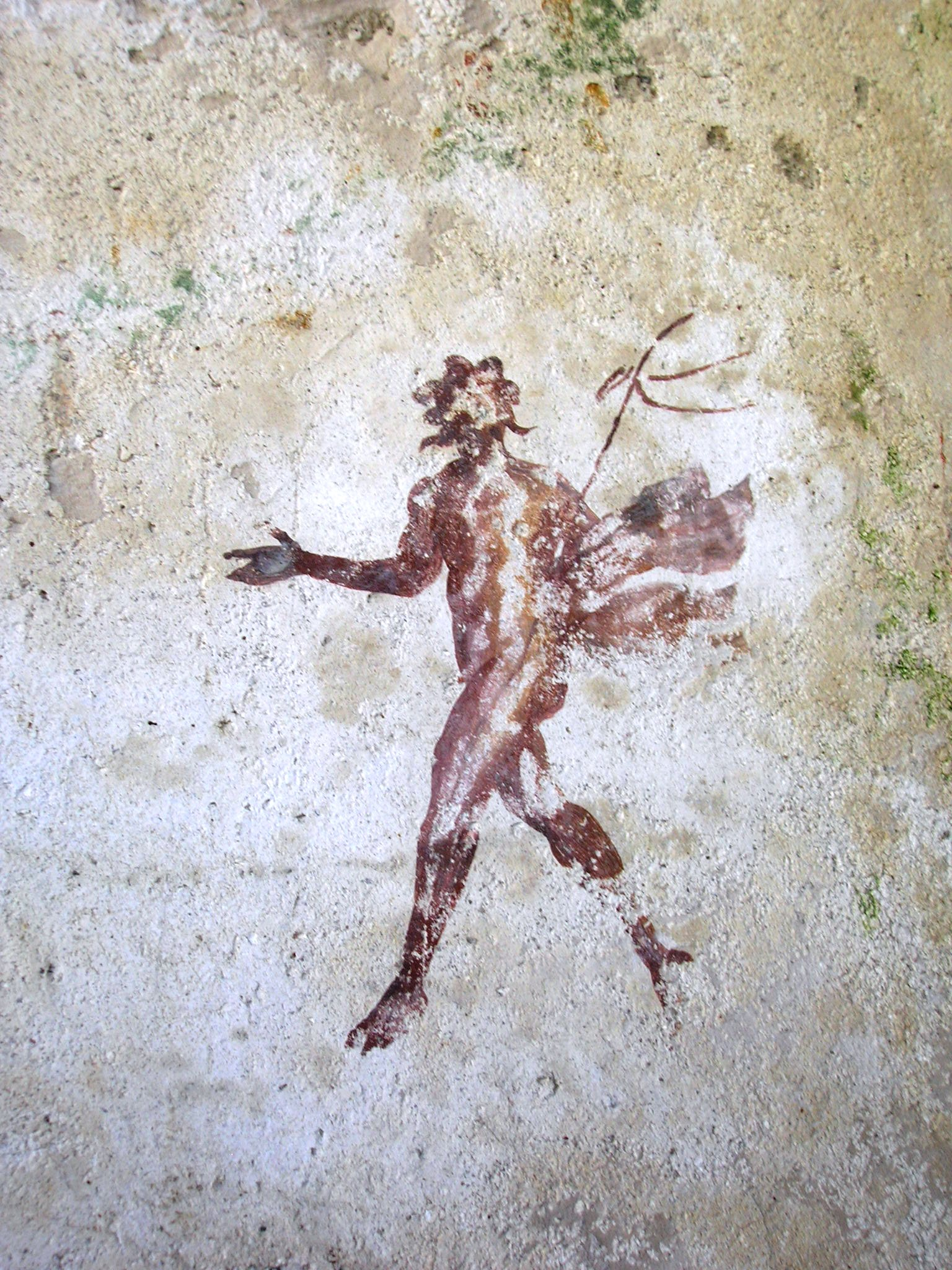
Fresque des thermes de Sosandra.
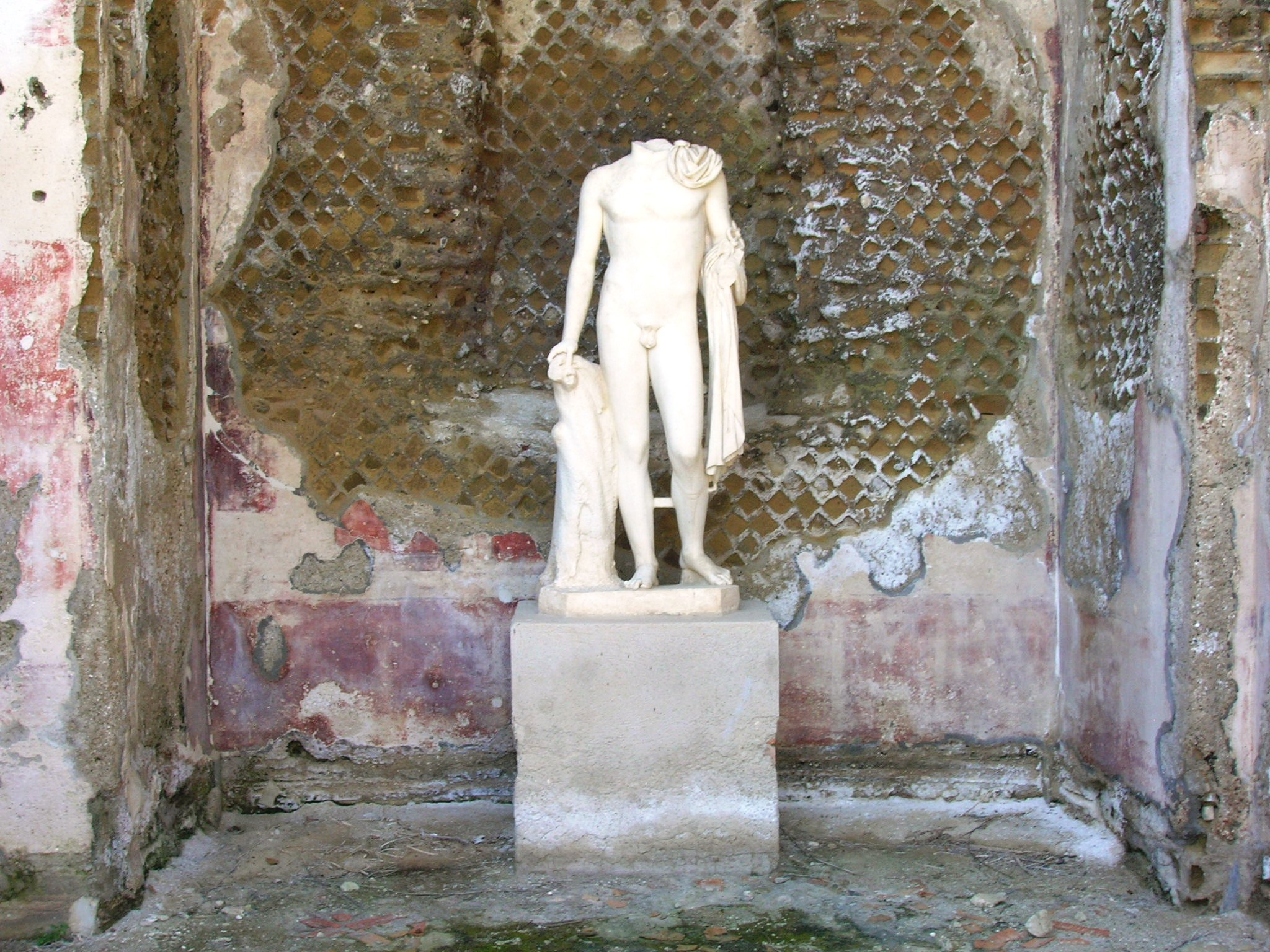
Modèle en plâtre des thermes de Sosandra.

### Thermes de Vénus
Les thermes de Vénus forment un ensemble de bâtiments de part et d'autre d'une salle rectangulaire munie d'une grande abside et d'un bassin.
L'édifice le plus remarquable est une salle octogonale à l'extérieur, circulaire à l'intérieur, dotée d'une coupole de 26,30 m de diamètre qui repose sur un mur de 2,90 m d'épaisseur.
Trois salles annexes dites stanze di Venere (Chambres de Vénus) sont ornées de décors en stuc qui rappellent le 3e et 4e style pompéien, d'où une datation du Ier siècle.

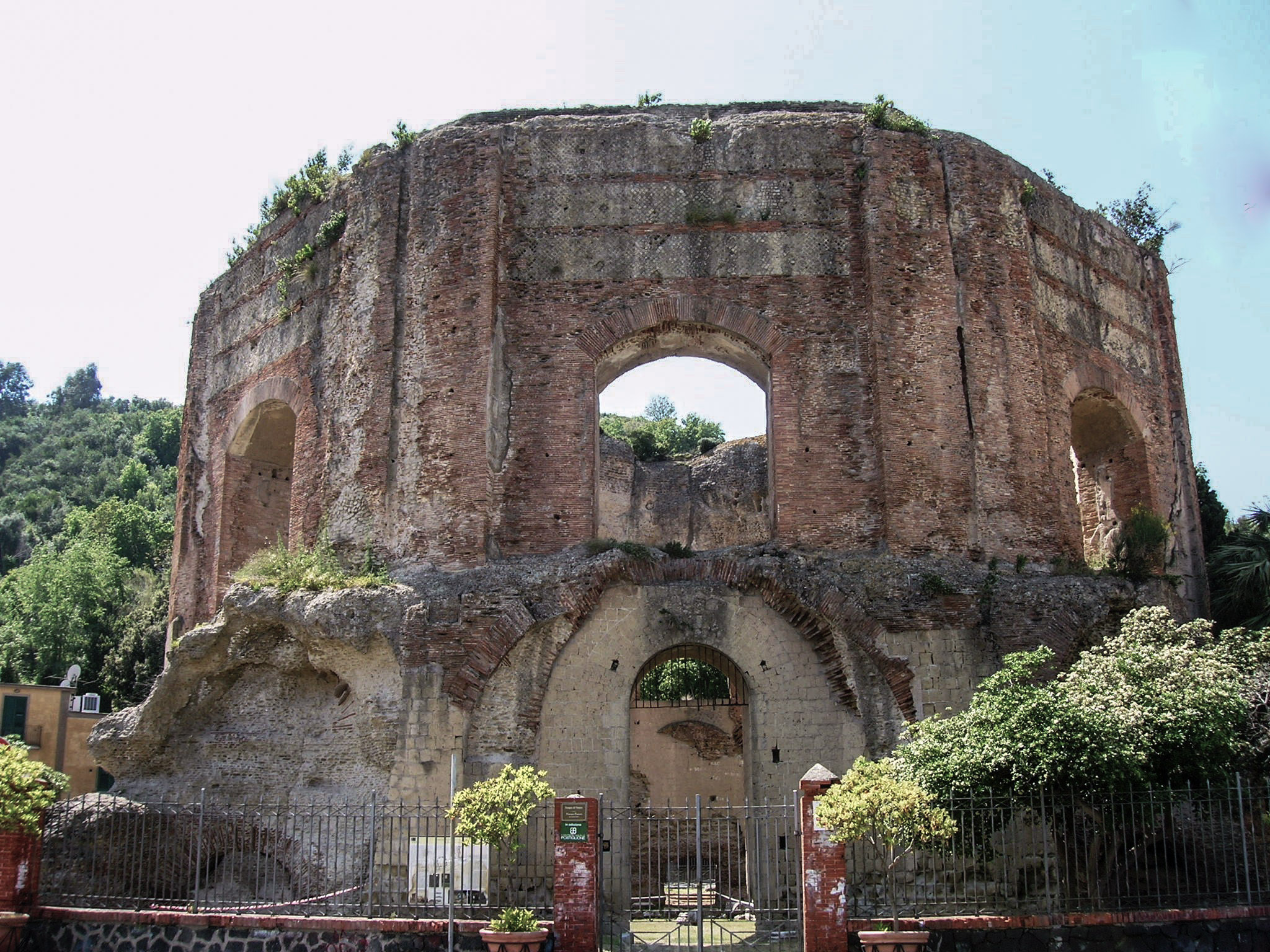
Grande salle ronde à extérieur  octogonal.
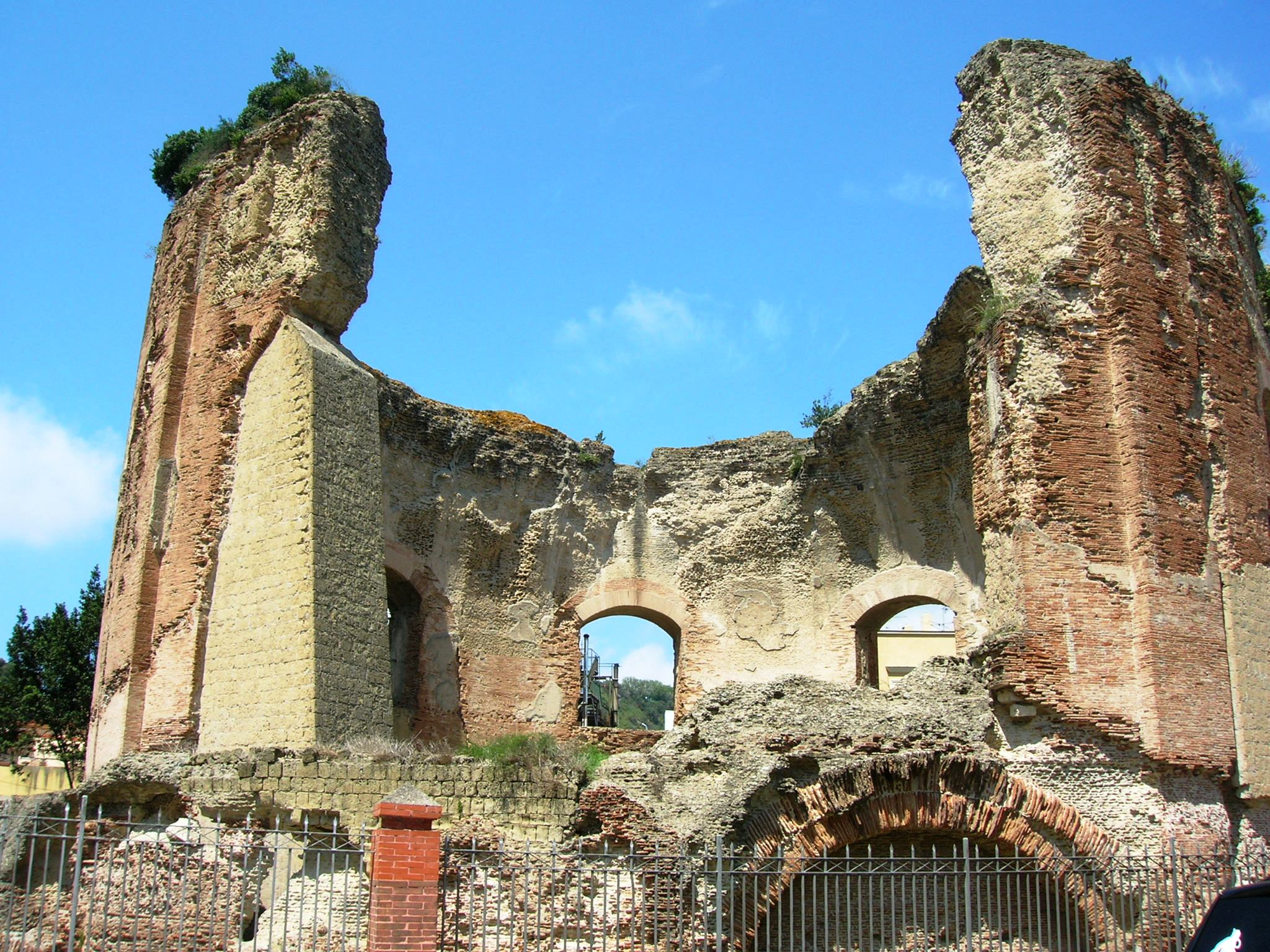
Intérieur de la même salle.

### Temple de Diane
Le grand temple de Diane, au nord du secteur archéologique, doit son nom à la découverte d'un bas-relief figurant des chiens, des cerfs et des poissons, évocation de la chasse, et d'une inscription portant le nom de Diane. Cette salle est couverte d'une coupole. Coupée en deux et à moitié écroulée, la coupole permet une observation par sa tranche, avec une construction sous forme de stratifications de lits de béton, montés successivement entre deux parements de moellons.

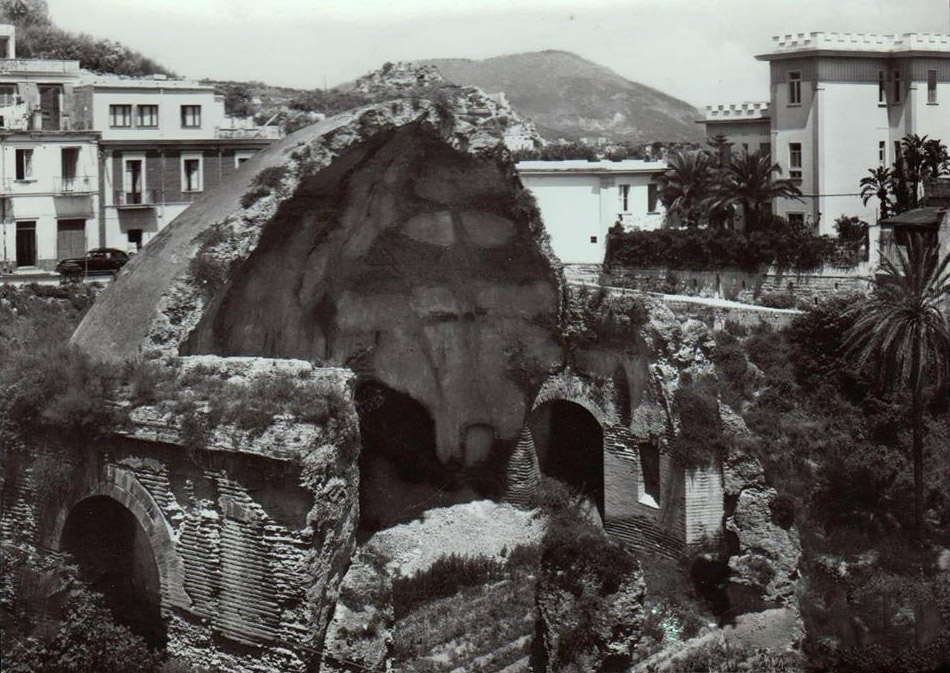
En 1950...
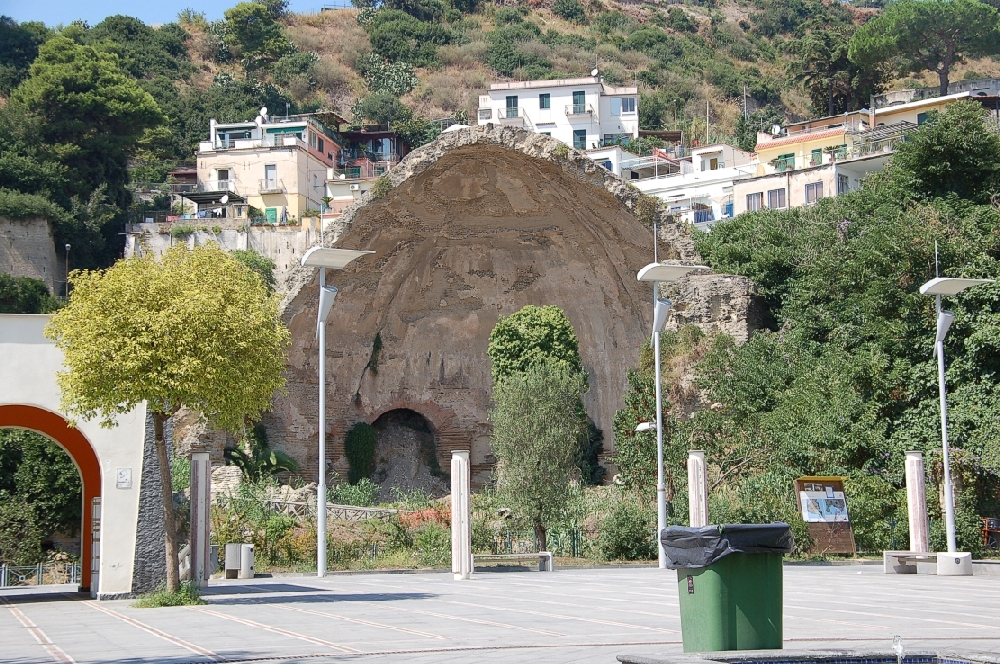
... en 2010.

### Parties submergées
Une grande partie du complexe archéologique reste sous le niveau de la mer, restés engloutis depuis la fin de l'Antiquité par plusieurs vagues de phénomènes bradysismiques.
Parmi les ensembles submergés figure le nymphée de l'empereur Claude, connu pour la richesse de ses œuvres sculpturales, qui ont été pour la plupart transférées au musée archéologique des Champs Phlégréens.  
Par un fond de trois à huit mètres gisent la via Herculia, le complexe thermal de la villa dei Pisoni, les mosaïques de la villa Protir. Par ailleurs, la villa des Pison, si elle n'a pas résisté aux assauts répétés du temps, est néanmoins la seule à avoir livré le nom de son propriétaire. Un tuyau de plomb sur lequel figure "LPISONIS", pour Lucius Calpurnius Piso, a été retrouvé dans ses décombres par une équipe d'archéologues dirigée par Gennario Di Fraia. Cette découverte, aussi inestimable qu'inattendue, a permis aux archéologues de relier avec certitude cette demeure à la famille des Calpurnii.  
Les parties englouties sont protégées en tant que réserve marine en tant que parc submergé de Baïes.

## Musée archéologique des champs Phlégréens

Château aragonais de Baïes, qui abrite le Musée archéologique des champs Phlégréens.

Sur un promontoire qui surplombe la mer se trouve le château aragonais, construit en 1495 sur les ruines du palais impérial romain. On a découvert dans son donjon des vestiges de peinture antique en trompe-l'œil du IIe style pompéien et un sol en mosaïque au décor de lignes entrelacées, tracées en cubes blancs et insérées dans un fond de tuileau rose.
Le château héberge le Musée archéologique des Champs Phlégréens, inauguré en 1993. En 2009, il totalise 57 salles qui sont rarement toutes ouvertes simultanément. Le musée expose des objets grecs, samnites et romains trouvés à Baïes même et sur les sites voisins. 

### Reconstitution du nymphée de la pointe de l'Épitaphe

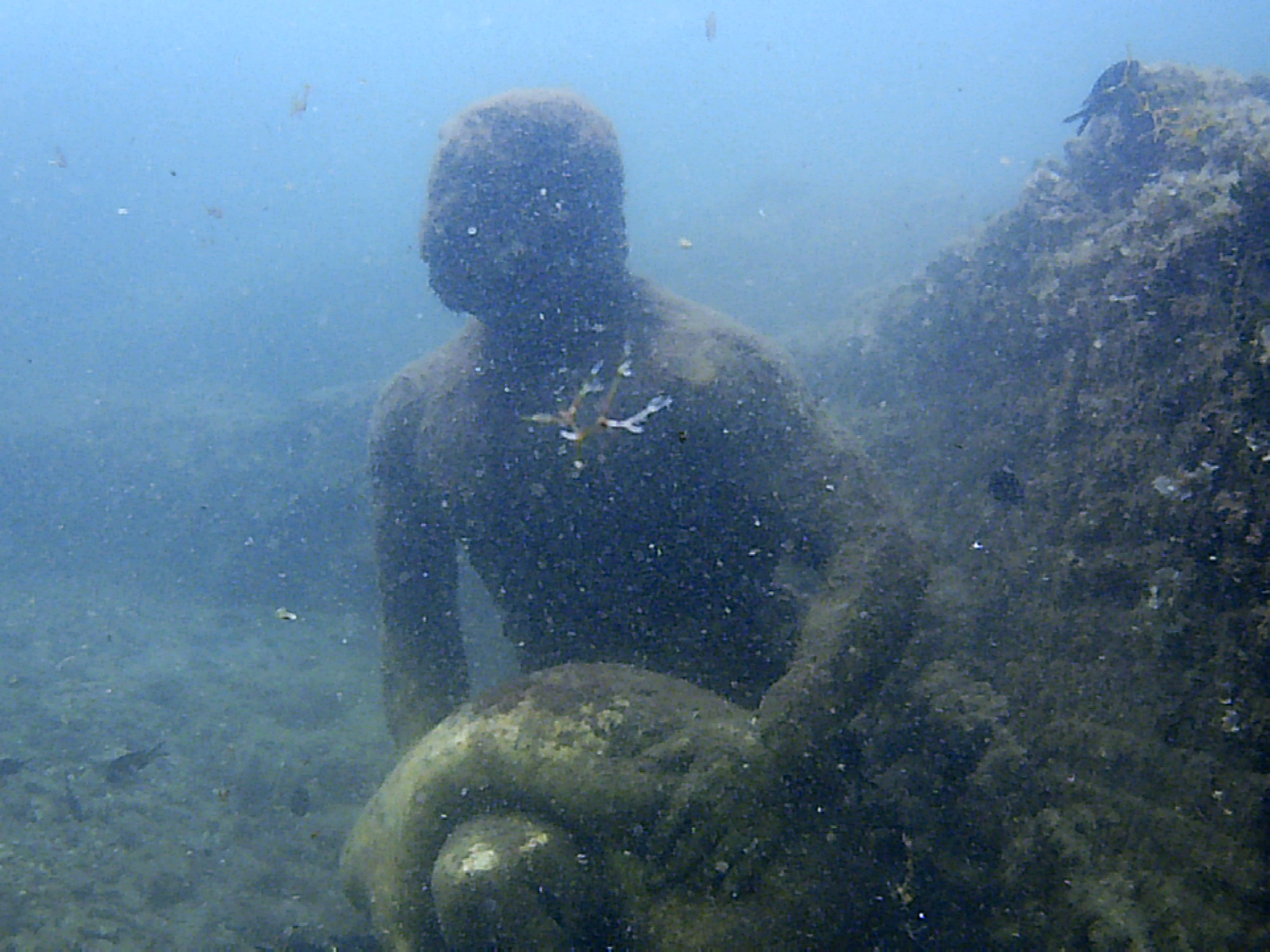
Statue de Baios, compagnon d'Ulysse. Nymphée de la pointe de l'Épitaphe.

Le nymphée de Punta Epitaffio, découvert lors des campagnes de fouilles sous-marines de 1980-1982, est présenté au musée dans une grotte artificielle. Cet ensemble monumental figure un épisode de l’Odyssée dans lequel Ulysse, aidé d'un compagnon identifié ici au timonier Baios, apporte un récipient plein de vin au cyclope Polyphème, dont la statue n'a pas été retrouvée. Les niches sur les côtés du nymphée présentaient des statues de membres de la famille impériale à l'époque de l'empereur Claude.

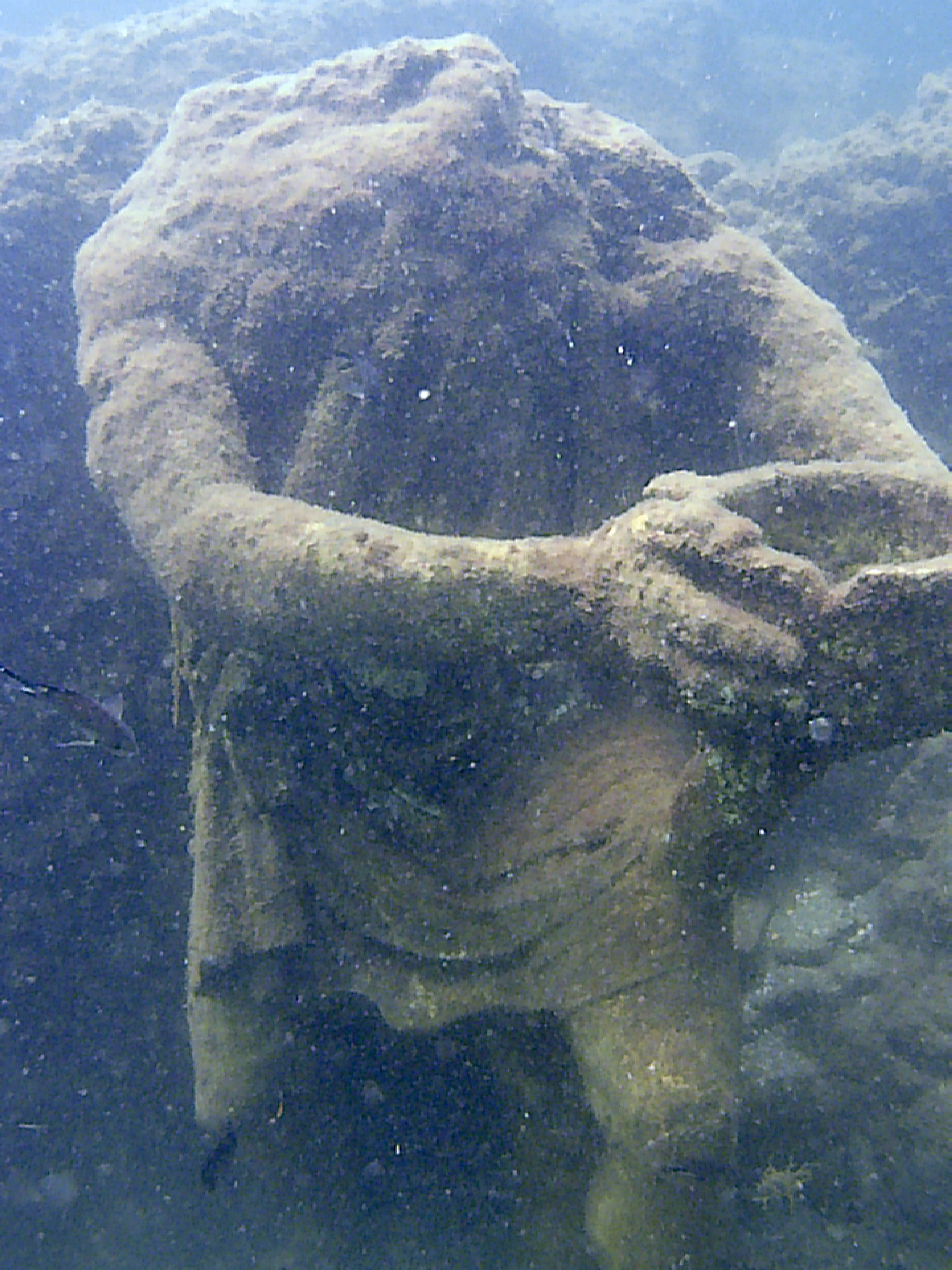
Ulysse.
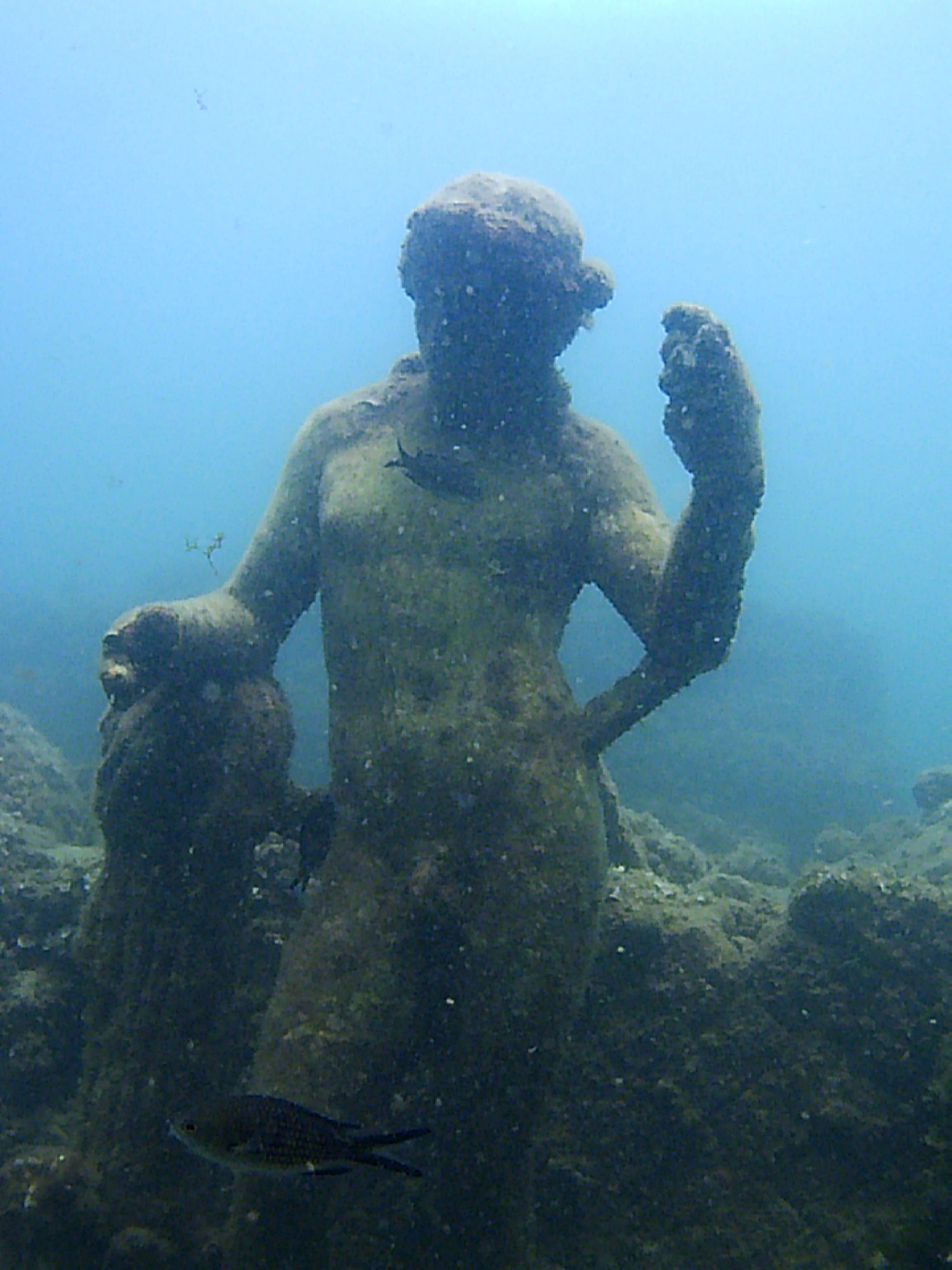
Dionysos et la panthère.
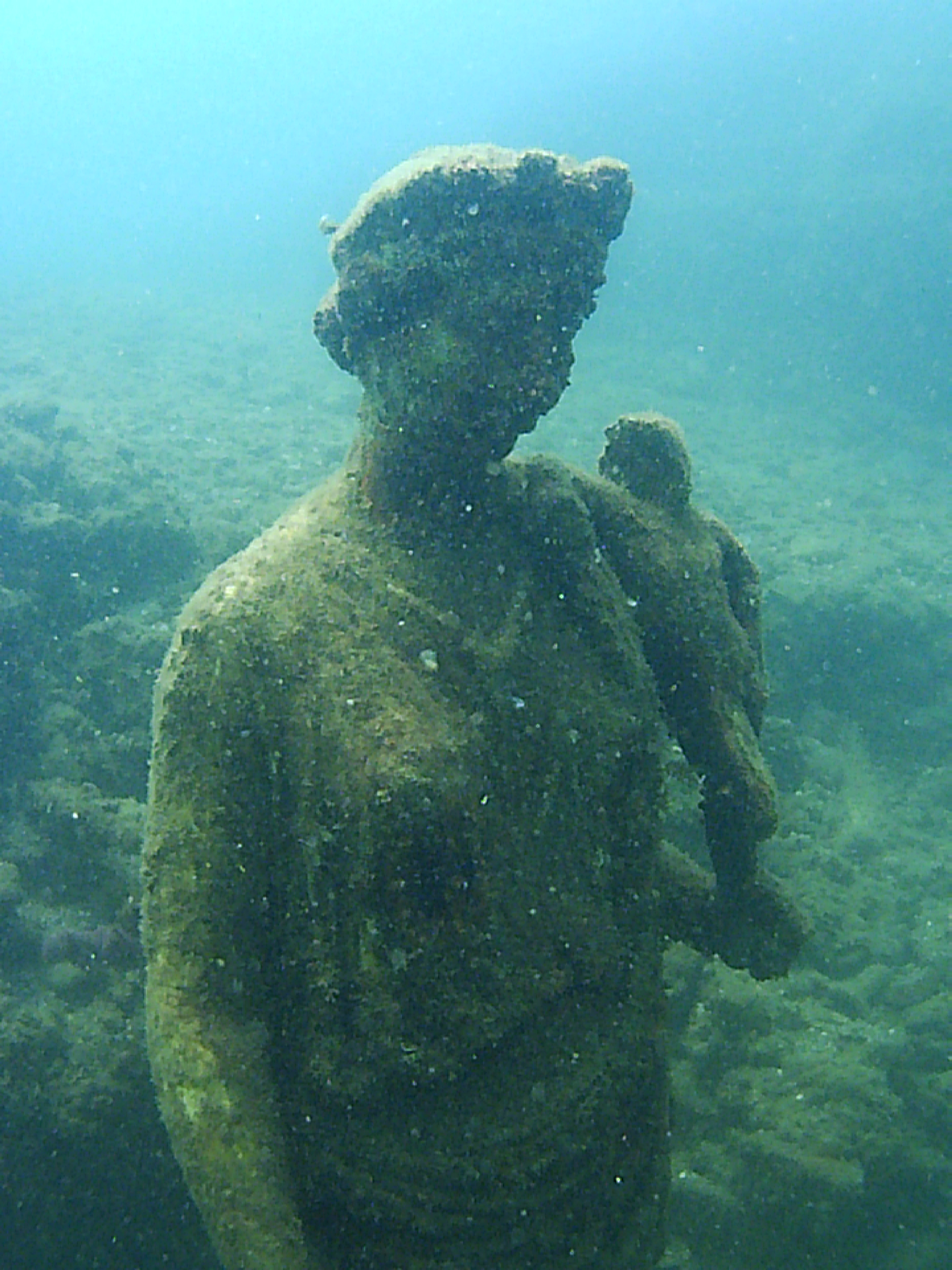
Antonia la Jeune.
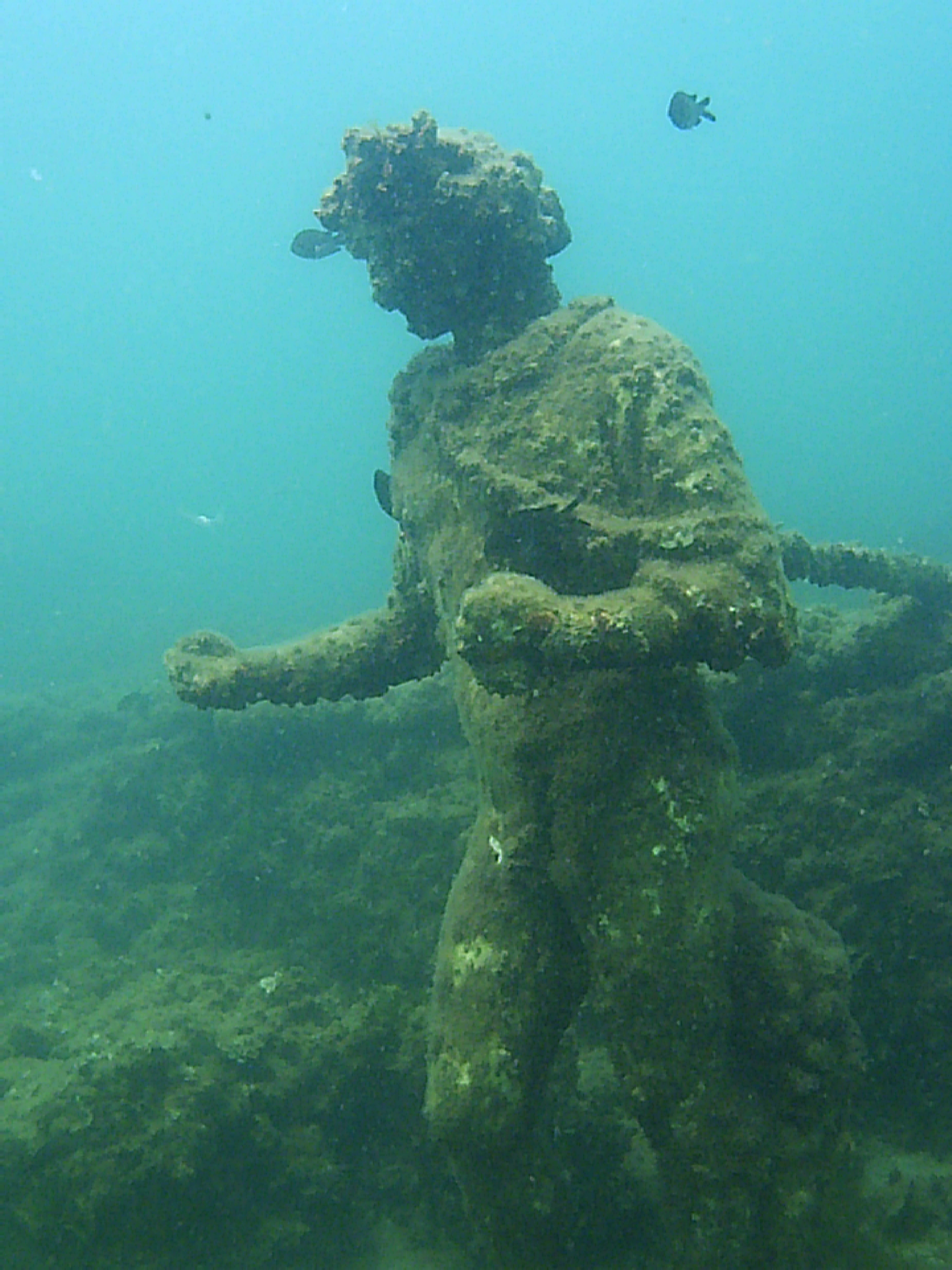
Dionysos à la couronne de lierre.

### Autres sites des champs Phlégréens
Le musée présente des vestiges d'autres sites grecs, samnites, romains des champs Phlégréens, comme ceux de Cumes, Misène et Pouzzoles.

#### Sacellum des Augustales (Misène)
La statue équestre de bronze trouvée en 1968 dans le sacellum des Augustales (Sacello degli Augustali (it)) de Misène a d'abord figuré les traits de Domitien, mais après la damnatio memoriae de cet empereur, son visage a été scié et remplacé par celui de Nerva.

#### Tombe samnite
Une tombe samnite datée de 300/290 av. J.-C., dont les parois intérieures sont décorées de fresques, représente le banquet funèbre du couple défunt.

#### Portique de Pouzzoles
Dans la cour, le portique du forum de Pouzzoles a été reconstitué à l'aide de fragments antiques et de moulages de caryatides.

## Baïes dans la culture

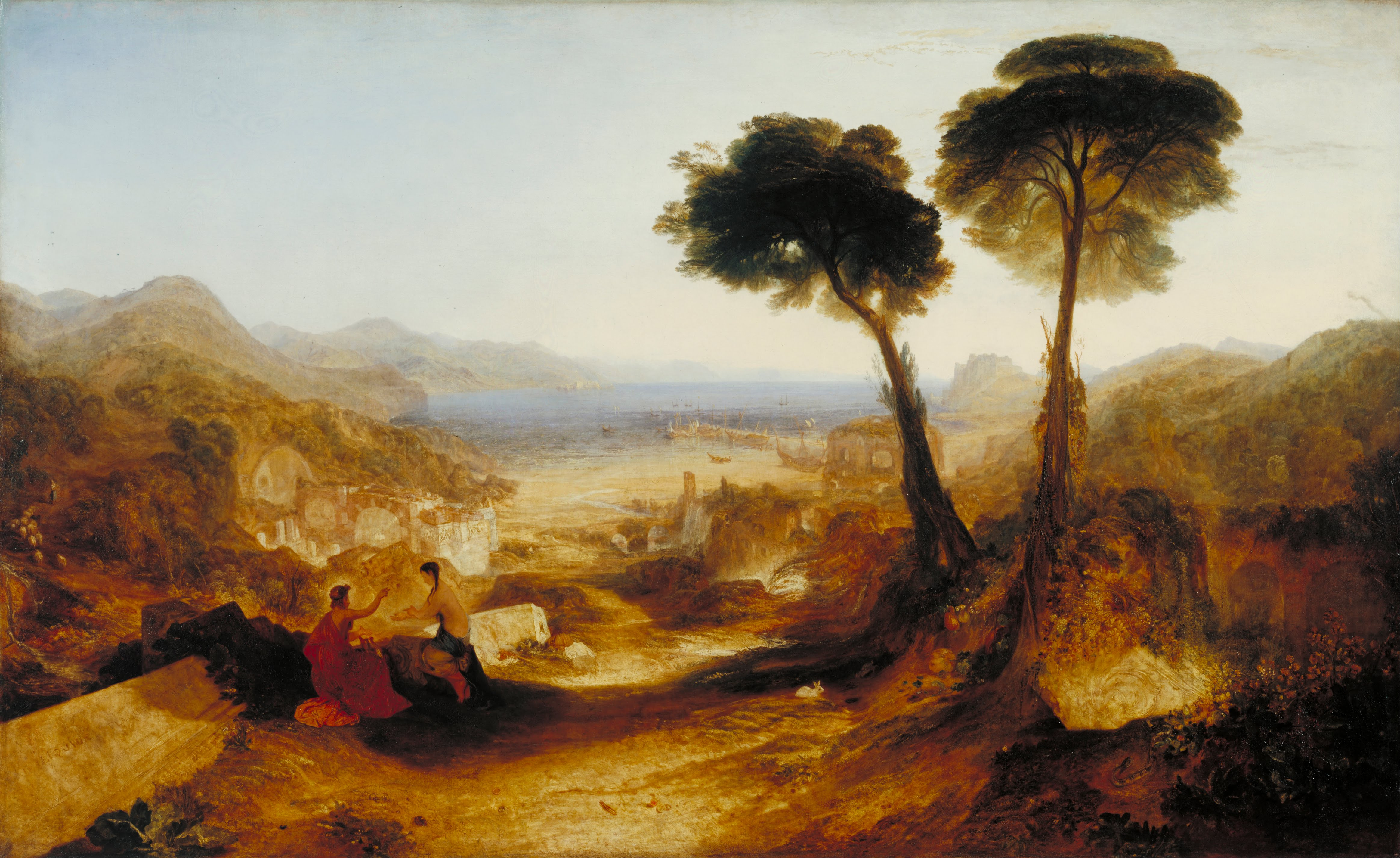
William Turner, Baïes avec Apollon et la Sibylle de Cumes (1821), Londres, musée Tate Britain.

Le lieu est cité par le poète Valery Larbaud dans son poème Carpe Diem.
Le lieu est également cité dans Les tablettes de buis d'Apronenia Avitia de Pascal Quignard (Gallimard, 1984).
Une partie du tome 11 (paru en 2020) de la bande-dessinée Murena se déroule dans la cité.
Méditations poétiques, Alphonse de Lamartine, le Golfe de Baia. Œuvres complètes de Lamartine , Chez l’auteur, 1860, 1 (p. 221-224).
Alphonse de Lamartine, Graziella, Paris, Hachette, 1862.

### Biographie
- « Baïes, la cité antique engloutie. », Science grand format, Tomasz Cebula, France 5, 2019.